# Rizah Mešković
Rizah Mešković (Tuzla, 10 agosto 1947) è un ex calciatore jugoslavo, di ruolo portiere.

## Carriera

### Nazionale
Disputa una sola gara con nazionale jugoslava, scende in campo il 29 giugno 1972 in occasione dell'amichevole pareggiata 2-2 contro la Scozia. Due anni dopo fu membro della spedizione che prese parte al Mondiale 1974.

## Statistiche

### Cronologia presenze e reti in nazionale
| Cronologia completa delle presenze e delle reti in nazionale ― Jugoslavia | Cronologia completa delle presenze e delle reti in nazionale ― Jugoslavia | Cronologia completa delle presenze e delle reti in nazionale ― Jugoslavia | Cronologia completa delle presenze e delle reti in nazionale ― Jugoslavia | Cronologia completa delle presenze e delle reti in nazionale ― Jugoslavia | Cronologia completa delle presenze e delle reti in nazionale ― Jugoslavia | Cronologia completa delle presenze e delle reti in nazionale ― Jugoslavia | Cronologia completa delle presenze e delle reti in nazionale ― Jugoslavia |
| Data                                                                      | Città                                                                     | In casa                                                                   | Risultato                                                                 | Ospiti                                                                    | Competizione                                                              | Reti                                                                      | Note                                                                      |
| ------------------------------------------------------------------------- | ------------------------------------------------------------------------- | ------------------------------------------------------------------------- | ------------------------------------------------------------------------- | ------------------------------------------------------------------------- | ------------------------------------------------------------------------- | ------------------------------------------------------------------------- | ------------------------------------------------------------------------- |
| 29-6-1972                                                                 | Belo Horizonte                                                            | Jugoslavia                                                                | 2 – 2                                                                     | Scozia                                                                    | Amichevole                                                                | -2                                                                        |                                                                           |
| Totale                                                                    |                                                                           | Presenze                                                                  | 1                                                                         |                                                                           | Reti                                                                      | -2                                                                        |                                                                           |

## Palmarès

### Club

#### Competizioni nazionali
- Campionato jugoslavo: 2

Hajduk Spalato: 1973-1974, 1974-1975
- Coppa di Jugoslavia: 3

Hajduk Spalato: 1973, 1974, 1975-1976
- Coppa dei Paesi Bassi: 1

AZ Alkmaar: 1977-1978